# کفرنبل
کفرنبل (به عربی: کفرنبل) یک منطقهٔ مسکونی در سوریه است که در شهرستان معره نعمان واقع شده‌است.

## خصوصیات
کفرنبل ۱۵٬۴۵۵ نفر جمعیت دارد و ۷۳۵ متر بالاتر از سطح دریا واقع شده‌است.